# اتحاد الخريجين المقدسيين
اتحاد الخريجين المقدسيين منظمة مقدسية غير ربحية مسجلة تأسست في عام 2009 على يد مجموعة من الخريجين الذين يحملون شهادات جامعية متنوعة في درجاتها وتخصصاتها، ويهتم الاتحاد بخريجي الجامعات من أهل القدس وتهدف بشكل أساسي إلى تعزيز دورهم في مدينة القدس من خلال إقامة النشاطات والفعاليات المتنوعة و توفير فرص تدريبيه لتنمية مهاراتهم إضافة إلى توفير فرص عمل في مجالات اختصاصهم من خلال التعاون مع كافة المؤسسات المقدسية والمحلية والخارجية.

## الأهداف
1. تكوين جسم خاص بخريجي الجامعات المحلية والأجنبية من سكان مدينة القدس لتكون عنوان يضمهم تحت مظلته وإقامة الفعاليات والنشاطات المختلفة التي تخدمهم.
2. تقديم الخريجين الجدد إلى المؤسسات في مدينة القدس وما حولها لتدريبهم وومساعدتهم في توفير الخبرة العملية المطلوبة منهم ومساعدتهم في إيجاد فرص عمل مناسبة لمؤهلاتهم من خلال إقامة علاقات مع المؤسسات والشركات المقدسية العامة والخاصة إضافة إلى الجامعات والمعاهد والمستشفيات والمراكز والمكاتب الخاصة، والتعاون في إقامة النشاطات المشتركة التي تخدم مدينة القدس واهلها بشكل عام، والتي تدعم وجود الخريجين الشباب بشكل خاص.
3. وضع خطط جاهزة ومدروسة لمشاريع مستقبلية مستمدة من إدارة الاتحاد واعضائه الفاعلين والتي تنصب في خدمة مدينة القدس واهلها والاشراف على تنفيذها.
4. خلق فرص عمل جديدة لأعضاء الاتحاد وفتح المجال أمامهم للعمل ضمن حدود تخصصاتهم في داخل مدينة القدس دون الحاجة إلى السفر خارجها.

## وصلات خارجية
مقابلة تلفزيونية مع رئيس اتحاد الخريجين المقدسيين
اتحاد الخريجين المقدسيين - تقرير موقع بانت
اتحاد الخريجين المقدسين يوزع مساعدات مالية على الطلبة - دنيا الوطن
فيديو: بعلمي أنفع قدسي - اتحاد الخريجين المقدسيين